# Chetogena platensis
Chetogena platensis là một loài ruồi trong họ Tachinidae.